# كلير دوغلاس
كلير دوغلاس (بالإنجليزية: Clare Douglas)‏ هي مونتيرة بريطانية، ولدت في 21 فبراير 1944 في إبسوتش في المملكة المتحدة، وتوفيت في 9 يوليو 2017 في فرنسا.

## وصلات خارجية
- كلير دوغلاس على موقع IMDb (الإنجليزية)
- كلير دوغلاس على موقع ألو سيني (الفرنسية)
- كلير دوغلاس على موقع أول موفي (الإنجليزية)
- كلير دوغلاس على موقع قاعدة بيانات الأفلام السويدية (السويدية)
- كلير دوغلاس على موقع قاعدة بيانات الفيلم (الإنجليزية)
- كلير دوغلاس على موقع كينوبويسك (الروسية)